# 海利希湖

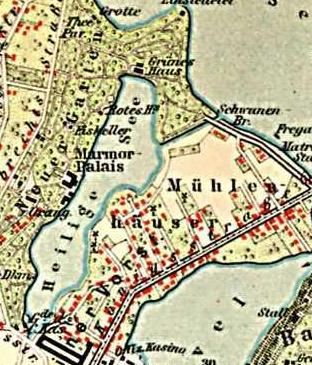

52°24′43″N 13°4′16″E / 52.41194°N 13.07111°E
海利希湖（德語：Heiliger See），是德國的湖泊，位於該國西南部，由勃蘭登堡州負責管轄，處於波茨坦，面積0.34平方公里，海拔高度29米，最大水深12.8米，湖岸線長度3.4公里。